# Armando Plebe
(Armando Plebe)
Armando Plebe (Alessandria, 12 settembre 1927 – Roma, 17 marzo 2017) è stato un filosofo e politico italiano.

## Biografia
Si laureò all'Università di Torino in Filosofia, poi in Filologia classica nello stesso ateneo e infine di nuovo in Filosofia all'Università di Innsbruck. Testimone di nozze dell'editore Vito Laterza, grazie alla sua intercessione conobbe Benedetto Croce che lo convinse a pubblicare i suoi scritti e ne appoggiò l'opera. 
Nel 1959 cominciò la sua carriera universitaria: dopo aver iniziato all'Università di Perugia come professore incaricato di Storia della Filosofia, nel 1961 passò a quella di Palermo dove fu docente ordinario di storia della filosofia e direttore dell'Istituto alla Facoltà di Lettere e Filosofia. Tra il 1970 e il 1973 insegnò anche all'Istituto ticinese di alti studi a Lugano.
Storico della filosofia, si occupò in particolare del pensiero greco e di Aristotele.

### Attività politica
Filosofo inizialmente marxista, nei primi anni 1970 ebbe una clamorosa rottura con il pensiero di Karl Marx (dovuta anche alla sua contestazione del Sessantotto) e viene annoverato fra i sostenitori dell'anticomunismo politico-culturale di quel periodo; dopo una militanza di due anni con i socialdemocratici di Giuseppe Saragat, aderì al Movimento Sociale Italiano. 
Giorgio Almirante lo nominò prima presidente del Fronte universitario d'azione nazionale e poi responsabile del settore cultura dell'MSI-DN. Successivamente fu eletto senatore della Repubblica nelle elezioni del 1972 nelle file del MSI-DN in Piemonte e rieletto nel 1976; in quell'anno Almirante lo incluse nella rappresentanza italiana al Parlamento europeo.
Nel gennaio 1977 ruppe anche con il MSI, aderendo al gruppo parlamentare scissionista Democrazia Nazionale, senza però entrare nel nuovo partito DN. Non rieletto con DN nel 1979, lasciò la politica attiva. 
Nel 1977 aveva chiesto anche l'iscrizione al Partito Radicale, ma dopo un'accesa votazione il partito gli negò la tessera.

### Gli ultimi anni
Terminata l'esperienza parlamentare tornò a insegnare all'Università di Palermo.
Riavvicinatosi negli anni Novanta al marxismo, negli anni 2000 Plebe fu editorialista del quotidiano Libero. In un'intervista concessa a Giampaolo Pansa dichiarò d'aver avuto esperienze omosessuali negli anni Settanta, circostanza confermata dalla giornalista Annalisa Terranova, che ricorda come nel 1977 fosse stato fotografato con un ragazzo nei bagni della Stazione Termini.  
Si definiva come un illuminista scettico sostenitore d'un anarchismo intellettuale. 
Fra gli studiosi con cui collaborò, riconosceva come propri allievi Gianni Puglisi, Pietro Emanuele e Piero De Giovanni .

## Opere
- Hegel. Filosofo della storia, Torino, Edizioni di Filosofia, 1949.
- La teoria del comico. Da Aristotele a Plutarco, Torino, Giappichelli, 1952.
- Gli hegeliani d'Italia. Vera, Spaventa, Jaja, Maturi, Gentile, a cura di e con Augusto Guzzo, Torino, SEI, 1953.
- Spaventa e Vera, Torino, Edizioni di filosofia, 1954.
- La nascita del comico. Nella vita e nell'arte degli antichi greci, Bari, Laterza, 1956.
- Filodemo e la musica, Torino, Edizioni di filosofia, 1957.
- Processo all'estetica, Firenze, La Nuova Italia, 1959.
- Heidegger e il problema kantiano, Torino, Edizioni di filosofia, 1960.
- Breve storia della retorica antica, Milano, Nuova Accademia, 1961.
- La dodecafonia. Documenti e pagine critiche, Bari, Laterza, 1962.
- Introduzione alla logica formale. Attraverso una lettura logistica di Aristotele, Bari, Laterza, 1964.
- Discorso semiserio sul romanzo, Bari, Laterza, 1965.
- Estetica, a cura di, Firenze, Sansoni, 1965.
- Storia della filosofia. Per il liceo classico, 3 voll., Messina-Firenze, D'Anna, 1966.
- Termini della filosofia contemporanea, Roma, Armando, 1966.
- La filosofia dei greci nel suo sviluppo storico, II, Da Socrate ad Aristotele, 6.3, Aristotele e i Peripatetici più antichi, a cura di, Firenze, La Nuova Italia, 1966.
- Che cosa è l'Illuminismo, Roma, Ubaldini, 1967.
- Che cosa ha veramente detto Marx, Roma, Ubaldini, 1967.
- Che cosa ha veramente detto Hegel, Roma, Ubaldini, 1968.
- Atlante concettuale delle nuove filosofie. [Termini di denunzia, categorie dell'anticonformismo, formule di moda, vecchi concetti in nuove filosofie], Roma, Armando, 1968.
- L'estetica italiana dopo Croce, Padova, RADAR, 1968.
- Che cosa è l'estetica sovietica, Roma, Ubaldini, 1969.
- Che cosa è l'espressionismo, Roma, Ubaldini, 1969.
- Dizionario filosofico, Padova, RADAR, 1969.
- Storia del pensiero, 3 voll., Roma, Ubaldini, 1970.
- Filosofia della reazione, Milano, Rusconi, 1971.
- Quel che non ha capito Carlo Marx, Milano, Rusconi, 1972.
- Il libretto della Destra, Milano, Edizioni del Borghese, 1972.
- A che serve la filosofia?, Palermo, Flaccovio, 1974.
- Un laico contro il divorzio, Roma, INSPE, 1974.
- La civiltà del postcomunismo, Roma, CEN, 1975.
- Storia della filosofia, III, La filosofia greca dal VI al IV secolo, con Gabriele Giannantoni e Pierluigi Donini, Milano, Vallardi, 1975.
- Il materialismo oggi. Fisica, biologia e filosofia oltre l'ideologia, Roma, Armando, 1980.
- Semiotica ed estetica, a cura di, Roma-Baden Baden, Il libro-Field educational Italia-Agis, 1981.
- Leggere Kant, Roma, Armando, 1982.
- Logica della poesia, Palermo, Ila Palma, 1982.
- Storia della filosofia, 2 voll., Palermo-Sao Paulo, Ila Palma, 1984. Comprende:
  - Da Talete a Spinoza (Vol I);
  - Da Locke ad Adorno (Vol II).
- Manuale di estetica, con Pietro Emanuele, Roma, Armando, 1987.
- Manuale di retorica, con Pietro Emanuele, Roma-Bari, Laterza, 1988. ISBN 88-420-3296-4.
- Storia del pensiero occidentale, 3 voll., con Pietro Emanuele, Roma, Armando, 1989.
- Contro l'ermeneutica, con Pietro Emanuele, Roma-Bari, Laterza, 1990. ISBN 88-420-3531-9.
- L'euristica. Come nasce una filosofia, con Pietro Emanuele, Roma-Bari, Laterza, 1991. ISBN 88-420-3865-2.
- I filosofi e il quotidiano, con Pietro Emanuele, Roma-Bari, Laterza, 1992. ISBN 88-420-4030-4.
- Dimenticare Marx?, Milano, Rusconi, 1993. ISBN 88-18-01096-4.
- Dieci lezioni di politica, Milano, Rusconi, 1994. ISBN 88-18-12124-3.
- Filosofi senza filosofia, con Pietro Emanuele, Roma-Bari, Laterza, 1994. ISBN 88-420-4523-3.
- Tornerà il comunismo?, Casale Monferrato, Piemme, 1994. ISBN 88-384-2264-8.
- Manuale dell'intellettuale di successo, con Piero Violante, Roma, Armando, 2005.
- Il quinto libro del capitale. Marx contro i marxisti, Milano, Biblioteca di via Senato, 2005. ISBN 88-87945-80-2.
- Il nuovo illuminista. Obiettivo libertà, Milano, Biblioteca di via Senato, 2006. ISBN 88-87945-86-1.
- Memorie di sinistra e memorie di destra. Un filosofo negli anni ruggenti, Palermo, Qanat, 2012. ISBN 8896414725